# Cer senin (film din 1961)
Cer senin (titlul original: în rusă Чистое небо, transliterat: Cistoe nebo) este un film sovietic, dramă de război, realizat în 1961 de regizorul Grigori Ciuhrai, protagoniști fiind actorii Nina Dobîșeva, Evgheni Urbanski, Natalia Kuzmina.
Este considerat a fi unul din cele mai semnificative filme din perioada de dezgheț în contextul de destalinizare. Istoria din film acoperă perioada din ajunul anului nou 1940 până în 1959/60 (anii filmării). A câștigat Marele Premiu al celui de al 2-lea Festival Internațional de Film de la Moscova.

## Rezumat
Suntem în anul 1959/60, pe un aerodrom militar sovietic. Un avion de vânătoare cu reacție foarte modern, având aripă delta și indicativul 02 trebuie sa efectueze primul zbor de încercare, pilot fiind Aleksei Astahov. Atmosfera este tensionată, mașini de pompieri și ambulanțe sunt așezate la marginea terenului de zbor iar avionul începe să ruleze pentru decolare.
Un taxi Pobeda rulează cu viteză pe un drum de țară. Clienta, o femeie tânără, pare foarte încordată. La dorința ei, taxiul se oprește iar femeia și șoferul coboară, când avionul pentru test zboară razant pe deasupra lor. Tânăra femeie începe să își amintească...
Sfârșitul anului 1940. Tânăra studentă Sașa întâlnește fugar la o petrecere de revelion un pilot de încercare, de care se îndrăgostește, dar îl pierde din vedere. După izbucnirea războiului în iunie 1941, îl vede din nou într-un adăpost antiaerian dar nu are curajul să i se adreseze. Află însă numărul telefonului său de serviciu, îl sună și își dau întâlnire. Aleksei trebuind să aștepte câteva zile să îi fie reparat avionul ciuruit în luptă, se întâlnesc zilnic și devin o pereche de îndrăgostiți. Alioșa, trebuie să se întoarcă pe front iar Sașa continuă sa lucreze la fabrică. Constată că este gravidă și nu după mult timp aude la radio că avionul lui Aleksei a fost doborât într-o luptă aeriană. Naște un băiețel si plină de speranță, așteaptă ca iubitul ei Alioșa să se întoarcă acasă, deși toată lumea era convinsă de moartea lui, fiind chiar și decorat post-mortem. 
Timpul a trecut, războiul se termină iar supraviețuitorii se întorc de pe front la casele lor. Se întoarce și Liusia cu Serghei, frații lui Sașa, din Alma-Ata unde au fost evacuați pe timpul războiului. Speranța Sașei ca Aleksei să se întoarcă, se împlinește neașteptat abia după câțiva ani de zile. Acesta a supraviețuit prăbușirii avionului, dar fiind în stare inconștientă, a fost capturat de nemți și internat într-un lagăr de prizonieri de război. La terminarea războiului,  supraviețuise lagărului chiar și a unei evadări nereușite, însă a fost închis de autoritățile sovietice, fiind suspectat de colaborare cu armata germană. Totodată i s-a retras medalia primită. După eliberare a venit să o caute pe Sașa. O cicatrice uriașă îi desfigurează fața, este demoralizat și a căzut în patima alcoolului. Având probleme la locul de muncă, este concediat. Încercarea sa de a fi reabilitat în cadrul unei comisii de muncă, eșuează în biroul dominat de o uriașă statuie a lui Stalin.
Aleksei se află într-o situație fără speranță, dar în 1953 Stalin moare, tocmai când el se hotărâse să meargă la Moscova să ceară să i se facă dreptate. Un timp, totul pare înghețat, dar treptat apare soarele care devine tot mai puternic iar zăpada și gheața încep tot mai mult să se dezghețe, iar pe râul pe al cărui mal era așezat orașul, încep să curgă sloiuri de gheață care se transformă într-un curent tot mai puternic.  
Pe neașteptate Aleksei este chemat la comitet, pentru a se dezbate din nou cazul sau. Sașa merge cu el dar trebuie să aștepte afară până noaptea târziu, când apare în sfârșit Aleksei, ținând în mână medalia Erou al Uniunii Sovietice.  
Din nou anul 1960. Avionul testat se înalță în zbor printre nori. Sașa și taximetristul urcă din nou în Pobeda, ea cerând să fie dusă acasă. 

## Distribuție
- Nina Dobîșeva - Sașa Lvova, studentă
- Evgheni Urbanski - Aleksei (Alioșa) Astahov, pilot de încercare
- Natalia Kuzmina - Liusia, sora mai mare a lui Sașa
- Vitali Koniaev - Petia
- Gheorgi Kulikov - Mitia, locodnicul Liusiei
- Oleg Tabakov - Serghei, fratele mai mic al Sașei
- Alik Krîlov - Serghei (copil)
- Vitali Bondarev - Egorka, copilul Sașei
- Leonid Kniazev - Ivan Ilici
- Tamara Nosova - fata de la fabrică
- Gheorghi Gheorghiu - Nikolai Avdeevici Pușkov, soțul Liusiei
- Konstantin Bartașevici - comandantul escadrilei

## Lansare
A fost lansat în anul 1961 și a avut parte de mare succes comercial, fiind vizionat de 41,3 milioane de spectatori în cinematografele din Uniunea Sovietică.

## Premii
- 1961 Festivalul de la Moscova - Marele Premiu

## Critici
... Acesta este, după "Al 41-lea" și "Balada soldatului", cel de-al treilea film despre "dezgheț" al tânărului Regizor rus Grigori Ciuhrai. El și scenaristul Hrabrovițki narează cu o îndemânare riscantă, într-un film de o oră și jumătate, povestea unui pilot și al iubitei sale, de la izbucnirea "războiului pentru apărarea patriei" până în perioada de după al 20-lea Congres al partidului (1956). Pilotul va fi sărbătorit în timpul războiului ca erou sovietic, apoi germanii îl doboară, iar el este luat prizonier. După victorie, el este  oficial ostracizat de partid, pentru că după ce a fost doborât cu avionul, conform ordinelor, nu a comis hara-kiri. El este retrogradat  ca ucenic la o fabrică și se dedă alcoolului. Numai după condamnarea oficială a stalinismului, el primește Ordinul, și onoare înapoi. ... Culorea imaginii din primul film al lui Ciuhrai a fost mult mai progresivă. Acesta de față, suferă evident de absența cameramanului Urusevski.
Din rubrica Film, al cotidianului Die Zeit din 8 iunie 1962
Filmul a fost desfigurat de cenzură atât de mult încât înțelegerea lui este obținută, numai din  aluziile rămase, care sunt acum greu de urmărit. Afectivitatea romantică a devenit aici sentimentalism, simplitatea o superficialitate iar sensibilitatea un clișeu jurnalistic.
Engel, pag. 125.

## Culise
Protagonistul Evgheni Urbanski a decedat la 5 noiembrie 1965 la vârsta de 33 ani în timpul turnări filmului „Director” în apropiere de Buhara, când într-o scenă de cascadorie un camion s-a răsturnat peste el. Filmarea a fost întreruptă iar materialul deja filmat a fost folosit în filmul documentar „Evgheni Urbanski” (1967) 

## Vezi și
- Listă de filme străine până în 1989

## Legături externe
- Cer senin la Internet Movie Database